# Carlos Eduardo Marangon
Carlos Eduardo Marangon, també conegut com a Edu Marangon, (São Paulo, Brasil, 2 de febrer de 1963) és un exfutbolista brasiler. Va disputar 9 partits amb la selecció del Brasil.